# Muddling-Through
„Muddling-Through“ (deutsch: „Sich-Durchwurschteln“) ist in der Organisationstheorie eine Konzeption von Steuerung, deren Ergebnisse sich durch wechselseitig untereinander erfolgende Abstimmungsprozesse aller beteiligten Akteure ergeben. Bei dieser Methode der Steuerung wird gänzlich auf zentrale bzw. zentralistische Planung verzichtet.
Im Gegensatz zur Selbststeuerung sind bei diesem chaotischen Konzept weder eine Eskalationsregel noch ein Sanktionskonzept definiert.

## Hauptvertreter
„Muddling-Through“ wurde zuerst 1959 von Charles E. Lindblom dargestellt. Weitere Vertreter dieses Ansatzes sind H. E. Wrapp 1967, J. Quinn 1980, K. Ganser, W. Siebel und T. Sieverts.
Diese Lehre stammt aus dem Bereich der Gesellschaftstheorie und wurde danach auch von der Organisationstheorie aufgegriffen. Hier stehen insbesondere Fragen des Organisationswandels im Mittelpunkt. „Muddling-Through“ wurde in mehr oder minder direkter Auseinandersetzung mit Vertretern planbestimmter Steuerungskonzepte entwickelt.
Diese Steuerungskonzeption zählt – im Gegensatz etwa zu einer „Schocktherapie“ – zur Kategorie der inkrementalistischen Steuerung. Hierzu werden all die Ansätze subsumiert, die eine umfassende Totalplanung ablehnen und stattdessen eine Steuerung in kleinen, überschaubaren und daher leicht revidierbaren Schritten empfehlen. Ein Vertreter für eine andere Variante des Inkrementalismus ist Karl Popper mit seinem Konzept der Stückwerk-Sozialtechnik (piecemeal engineering). Es verzichtet nicht völlig auf Planung, doch soll diese vom Prinzip der dauernden Fehlerkorrektur geleitet sein.
Der Ausgangspunkt der Überlegungen Lindbloms ist die Begrenztheit einer jeden Ganzheitsbetrachtung eines sozialen Systems. Gesamtpläne führen daher bei der direkten Umsetzung notwendig zu unerwarteten und unerwünschten (Neben-)Folgen.

## Anwendung des Konzepts in der Organisationstheorie
Das Konzept von Lindblom ist in unterschiedlicher Weise auf betriebswirtschaftliche Zusammenhänge angewandt worden und hat auch als allgemeines Konzept der Unternehmenssteuerung großen Anklang gefunden, etwa bei H. E. Wrapp 1967 oder J. Quinn 1980. In Wortwahl und Argumentationsstruktur lehnen sich K. Ganser, W. Siebel und T. Sieverts ebenfalls an Charles E. Lindblom. Dieser unterscheidet zwischen einer „rational-umfassenden“ Methode und einer solchen des „iterativen begrenzten Vergleichens“ in Planungssituationen, warnt jedoch abschließend:
„So ist die iterative (sich schrittweise annähernde) Methode begrenzter Vergleiche in der Tat auch eine Methode oder ein System; sie ist keineswegs das Scheitern aller Methoden, für das sich die Administration schuldig zu fühlen hätte. Dennoch sind die Mängel dieser Methode, (...), zahlreich. Sie verfügt zum Beispiel über keine Garantie dafür, dass alle betroffenen Werte berücksichtigt werden; so könnten hervorragende Planungsalternativen allein deshalb unbeachtet bleiben, weil sie bisher im Wechselspiel inkrementaler Veränderungen nicht aufgetaucht sind.“

## Kritikpunkte
In der Debatte werden folgende Kritikpunkte geäußert:
1. Das Steuerungskonzept „Muddling-Through“ berücksichtige nicht hinlänglich die Machtverhältnisse in den Aushandlungsprozessen.
2. Die Steuerungsmethode gefährde mit ihrer Präferenz für das Erzielen kurzfristiger Erfolge die Nachhaltigkeit bzw. das Erreichen längerfristiger Zielsetzungen.[4]
3. Weitreichende, nicht revidierbare (Richtungs-)Entscheidungen ließen sich nicht als Folge inkrementaler Schritte erreichen.
4. „Muddling-Through“ unterstütze die Kräfte, die den Status quo bewahren und Innovationen verhindern wollen.

M. Rainer Lepsius kritisiert, dass die fortschreitenden Prozesse der Institutionenbildung und Deinstitutionalisierung zwar von der verantwortlichen Politik auf ihre verfassungsrechtliche und wirtschaftlichen Konsequenzen hin diskutiert werden, aber nicht auf ihre gesellschaftlichen Folgewirkungen hin. Explizit soziologische Wirkungsanalysen würden durch Bekenntnisse zu Wertvorstellungen ersetzt.
Zu weiteren Kritikern von Charles E. Lindblom zählen Amitai Etzioni und Gerry Johnson.